# Ténéré naturreservat

Läge i Afrika.

Ténéré naturreservat är en ökenregion i södra Sahara, till största delen i departementet Agadez i Niger. En liten del sträcker sig in i Tchad. Sammanlagt sträcker sig området över omkring 400 000 km², och begränsas i väst av Aïrmassivet, i nordväst av Ahaggar, i norr av Djadoplatån, i nordost av Tibesti och i söder av Tchadsjöns bäcken. 1991 sattes Ténéré naturreservat tillsammans med Aïr upp på Unescos världsarvslista.
Ténéré är huvudsakligen en sandöken med stora sanddyner. Cirka 100 km nordost om staden Agadez ligger ett av världens viktigaste fyndplatser för dinosauriefossiler. Fynden ligger spridda över ett cirka 150 km långt bälte, och visar att området under senare delen av karbon (320-286 miljoner år sedan) var havsbotten, och senare fuktig tropisk skog.
Öknen är känd för Ténérés träd (Arbre du Ténéré), en gång den mest avlägsna platsen i världen. Otroligt nog så körde en lastbil på trädet 1973, det enda trädet på flera hundra kilometers avstånd. Trädet blev ersatt med en metallskulptur, och originalträdet finns nu på Nigers nationalmuseum.

## Befolkning
I området finns flera bosättningar vid oaser som lever på saltproduktion. Befolkningen är i huvudsak tuareger från Aïr och Azawagh. Tre tuaregfederationer: Kel Aïr, Iwillimidan Kel Denneg och Kel Gres härskade här fram till den franska kolonialarmén kom och ockuperade landet. Andra etniska grupper bosatta i Ténéré är hausa, songhay, wodaabe och tebu. Tuaregordet tenere betyder öken. 
1960 blev Tuaregterritoriet en del av den självständiga republiken Niger.
Större städer och byar i Ténéré:
- Abalagh
- Agadez
- Arlit
- In-Gall
- Tahoua
- Tanout